# Bembidion nubiculosum
Bembidion nubiculosum är en skalbaggsart som beskrevs av Maximilien de Chaudoir. Bembidion nubiculosum ingår i släktet Bembidion och familjen jordlöpare. Inga underarter finns listade i Catalogue of Life.